# Louis Sylvester Larsen
Louis Sylvester Larsen (født 7. april 2000) er en dansk skuespiller. 
Født og opvokset på Frederiksberg, startede Larsen sin karriere ved at optræde som "DJ" i kult-serien "Pendlerkids". Her spillede han den nørdede Tobias. Han fik sin filmdebut i 2016 i krimi-thrilleren Flaskepost fra P. Her spillede han narkovraget Trygve. Han har studeret fysik og matematik på Rysensteen Gymnasium, og fokuserer i øjeblikket på sin skuespillerkarriere. 